# Sumber Waru (Binakal)
Sumber Waru is een bestuurslaag in het regentschap Bondowoso van de provincie Oost-Java, Indonesië. Sumber Waru telt 1505 inwoners (volkstelling 2010).